# Wira Djatel

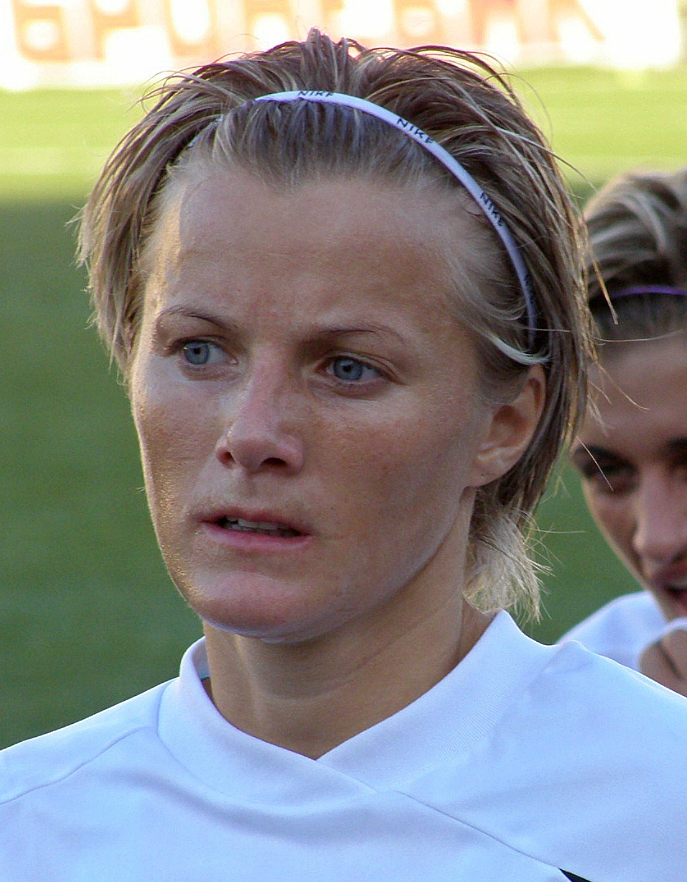
Wira Djatel im Jahr 2010

Wira Hryhoriwna Djatel (ukrainisch Віра Григорівна Дятел; UEFA-Transkription Vira Dyatel; * 3. März 1984) ist eine ukrainische Fußballspielerin. Die Mittelfeldspielerin steht beim russischen Verein Swesda 2005 Perm unter Vertrag und spielt für die ukrainische Nationalmannschaft.
Vor ihrem Wechsel nach Perm spielte sie für die ukrainischen Vereine Legend-Tscheksil Tschernihiw, Schilstroj-1 Charkiw und FC Arsenal Charkiw sowie für den aserbaidschanischen Verein Gömrükçü Baku. Im UEFA Women’s Cup 2007/08 erzielte sie neun Tore und wurde zusammen mit Patrizia Panico und Margrét Lára Viðarsdóttir Torschützenkönigin des Wettbewerbs. Mit Swesda 2005 Perm erreichte sie das Finale des UEFA Women’s Cup 2008/09, welches gegen den FCR 2001 Duisburg verloren wurde.
Am 28. November 2000 spielte Djatel erstmals in der ukrainischen Nationalmannschaft bei einem Spiel gegen England. Sie nahm an der Europameisterschaft 2009 teil.